# Jagiellonia Magazyn
Jagiellonia Magazyn – periodyk sympatyków klubu piłkarskiego Jagiellonia Białystok.

## Utworzenie i wydawcy magazynu
"Jagiellonia Magazyn" ukazał się w 2007. Wydawca – Jagiellonia-Białystok Sportowa Spółka Akcyjna, wykorzystał wcześniejszy pomysł z 2005, gdy pojawiło się czasopismo dla kibiców "Jaga – Magazyn o Jagiellonii", które jednak nie przetrwało nawet pół roku.
Pierwszy numer 01/2007 nowego "Jagiellonia Magazynu" opublikowano w lutym 2007. Do numeru 01/2008 (8) włącznie, wydawała go Jagiellonia-Białystok Sportowa Spółka Akcyjna, następnie został przejęty przez Stowarzyszenie Sympatyków Jagiellonii Białystok, a numery od 07/2008 (14) do ostatniego 3/2011 (35), z kwietnia 2011, wydawał JagaSklep. Magazyn utrzymał się na rynku przez ponad pięć lat.

## Tematyka i autorzy tekstów
"Jagiellonia Magazyn" ukazywał się nieregularnie, średnio co 6 tygodni. Jako niezależne czasopismo kibicowskie, skierowany był do fanów drużyny piłkarskiej Jagiellonii Białystok. Publikował informacje i komentarze z zakresu tematyki kibicowskiej związanej bezpośrednio z klubem i drużyną. Zamieszczał relacje z meczów Jagiellonii, z wyjazdów kibiców i z akcji społecznych. Prezentował sylwetki zawodników, historię klubu i jego sekcji sportowych.
Redaktorem naczelnym był Andrzej Jakubowski do numeru 06/2008 (13). Redakcję tworzyli kibice Jagiellonii Białystok. Autorzy tekstów: Andrzej Jakubowski, Dariusz Gryko, Ryszard Kijak, Tomasz Kozioł, Aleksander Puchalski, Artur Kapelko, Jarosław Zygmunt Dunda (specjalista w dziedzinie historii klubu). Wiele artykułów podpisywanych było pseudonimami. Zdjęcia: Michał Kardasz, Maciej Gilewski.
W międzyczasie, wraz z początkiem sezonu piłkarskiego 2009/2010, klub rozpoczął systematyczne wydawanie bezpłatnego Oficjalnego Biuletynu Meczowego Jagiellonii Białystok "Tylko Ty", który stopniowo wyeliminował "Jagiellonię Magazyn".